# 1603
Năm 1603 (số La Mã: MDCIII) là một năm thường bắt đầu vào thứ Tư của lịch Gregory (hay một năm thường bắt đầu vào thứ Bảy của lịch Julius chậm hơn 10 ngày).

## Mất
- 23 tháng 2 - François Viète, nhà toán học người Pháp (s. 1540)